# Märkisch Linden
Märkisch Linden är en kommun i Tyskland, belägen i Landkreis Ostprignitz-Ruppin i förbundslandet Brandenburg, omkring 4 km väster om kreisstaden Neuruppin. Kommunen bildades 1997 genom sammanslagning av kommunerna Darritz-Wahlendorf, Gottberg, Kränzlin och Werder.  Märkisch Lindens  förvaltas som en del av kommunalförbundet Amt Temnitz, vars säte ligger i den närbelägna orten Walsleben.

## Administrativ indelning
Orterna Darritz-Wahlendorf, Gottberg, Kränzlin och Werder utgör administrativa Ortsteile (kommundelar) inom kommunen.

## Kommunikationer
Motorvägen A24 (Berlin - Hamburg) passerar genom kommunen, med närmaste påfart (Neuruppin) strax söder om kommungränsen vid Dabergotz. Järnvägen mot Neustadt (Dosse) och Neuruppin är nedlagd för persontrafik sedan 2006.